# Portugiesisch-russische Beziehungen
Die portugiesisch-russischen Beziehungen umfassen das zwischenstaatliche Verhältnis zwischen Portugal und Russland. Seit 1779 unterhalten die Länder direkte diplomatische Beziehungen, seit 1974 ununterbrochen. Zwischen 1974 und 1991 wurde das Verhältnis von den portugiesisch-sowjetischen Beziehungen abgelöst.
Der bilaterale Handel und die seit den 1990er Jahren eingewanderte russische Gemeinde in Portugal sind heute die wesentlichen Verbindungsglieder. Beide Länder sind zudem Partner in einer Vielzahl internationaler Organisationen, darunter die Organisation für Sicherheit und Zusammenarbeit in Europa (OSZE) und der Europarat, die Welthandelsorganisation, die Weltbank und die verschiedenen UN-Organisationen.
Zum Vermächtnis der seit Peter dem Großen nach Russland gekommenen Portugiesen zählen russische Nachnamen wie Portugalow, Portugalskii, Dakosta (von da Costa), Devier (von de Vieira) oder auch Velho.

## Geschichte

### Anfänge (10. bis 16. Jh.)
Die ersten Kontakte zwischen den beiden heutigen Ländern gehen auf das 10. Jahrhundert zurück. Bei einer Volkszählung im Chasarischen Königreich wurden zwei jüdische Einwohner gezählt, die von der Iberischen Halbinsel stammten: Iehuda, Sohn des Rabbi Meira, Sohn des Rabbi Natan; ein intelligenter und Mann von Kenntnis und Bildung und Rabbi Iossif Hagris, auch ein Mann des Wissens.
Mit der Ausweisung der Juden aus Portugal ab 1494 übersiedelten auch eine Reihe von ihnen in Gebiete des heutigen Russlands.
Die ersten offiziellen russischen Dokumente, in denen Portugal erwähnt wird, stammen aus den Annalen des Großfürstentum Moskaus aus den 15. und 16. Jahrhundert, in denen die einflussreichsten europäischen Könige aufgezählt und eingeschätzt wurden. Auch bemühten sich Handelsmächte, die durch den erfolgreichen Indienhandel abgelöst wurden, um Russland als Verbündeten gegen die aufstrebende Weltmacht Portugal. So kam eine Delegation der Republik Genua 1521 nach Moskau, um Wassili III. für eine alternative Handelsroute durch Russland nach Indien zu gewinnen, der jedoch ablehnte, um keine fremden Mächte in seinem Land zu haben.
Gesicherte Daten über einen portugiesisch-russischen Handel in dieser Zeit gibt es noch nicht, doch ist bekannt, dass die von Portugals König D.Manuel I. geprägten Goldmünzen im 16. Jahrhundert auch am russischen Hof kursierten. Sie waren sehr begehrt, so dass Zaren wie Iwan der Schreckliche sie als Auszeichnung für besondere militärische Diente verwendeten. Einige russische Historiker halten die am damaligen Hof als „Portugal“ bekannte Münze für den ersten offiziellen Verdienstorden, der von russischen Herrschern verliehen wurde.

### Russisches Zarenreich (17. bis 20. Jh.)

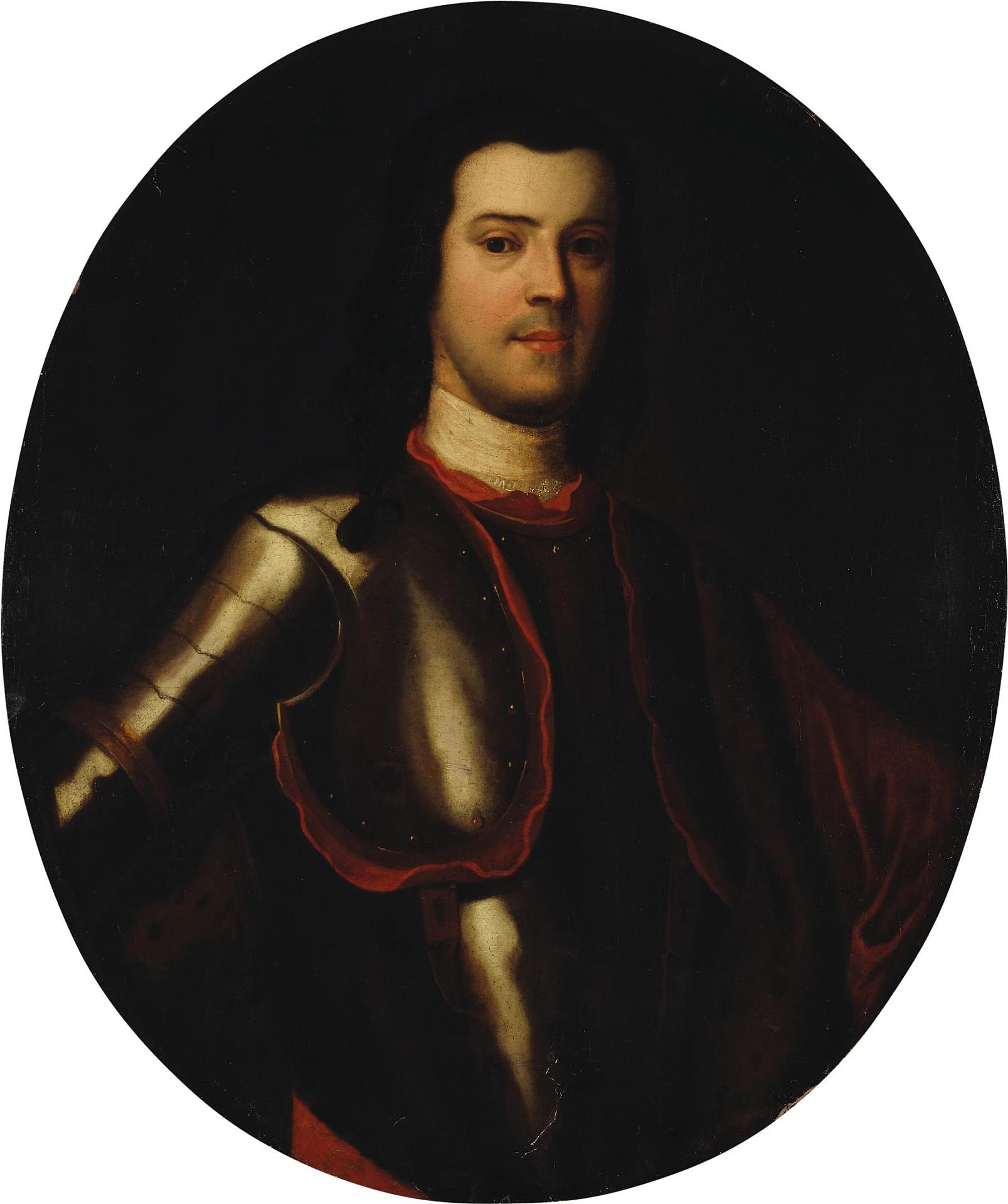
Anton de Vieira, Generalpolizeimeister von St. Petersburg

1669 organisierte der in Amsterdam lebende portugiesischstämmige Sepharde António Lopes Suasso mit seinen Cousins Issac und Jacob Pinto eine Erkundungsfahrt entlang der Nordküste des Russischen Zarenreichs, auf der Suche nach einem neuen Weg nach Asien.
Im Verlauf des 17. und 18. Jahrhunderts gehörten portugiesische Missionare zu den wichtigsten Akteuren der katholischen Kirche in Russland, die sich seit der Abspaltung des Byzantinischen Reichs um die Rückkehr der russischen Christen in ihre Obhut bemüht. Insbesondere die Jesuiten aus Polen bemühten sich um Russland und stützten sich dabei auch auf Arbeiten portugiesischer Theologen, die so vermehrt Russland erreichten. So wurde die „Gramática Latina“ des portugiesischen Geistlichen Manuel Alvares an den Schulen Peters des Großen verwendet, und der russisch-orthodoxe Kleriker, Pädagoge und Poet Simeon Polozki las die Schriften des Portugiesen Jerónimo Osório, den er auch in seinen didaktischen Versen erwähnte.
Die Ausbreitung des Russischen Reiches weit nach Asien, wo Portugal alte und weitreichende Einflusssphären unterhielt, brachte beide Staaten einander näher. Das Russische Reich und China etwa richteten ihre ersten diplomatischen Beziehungen unter Mithilfe portugiesischer Jesuiten in Russland ein.

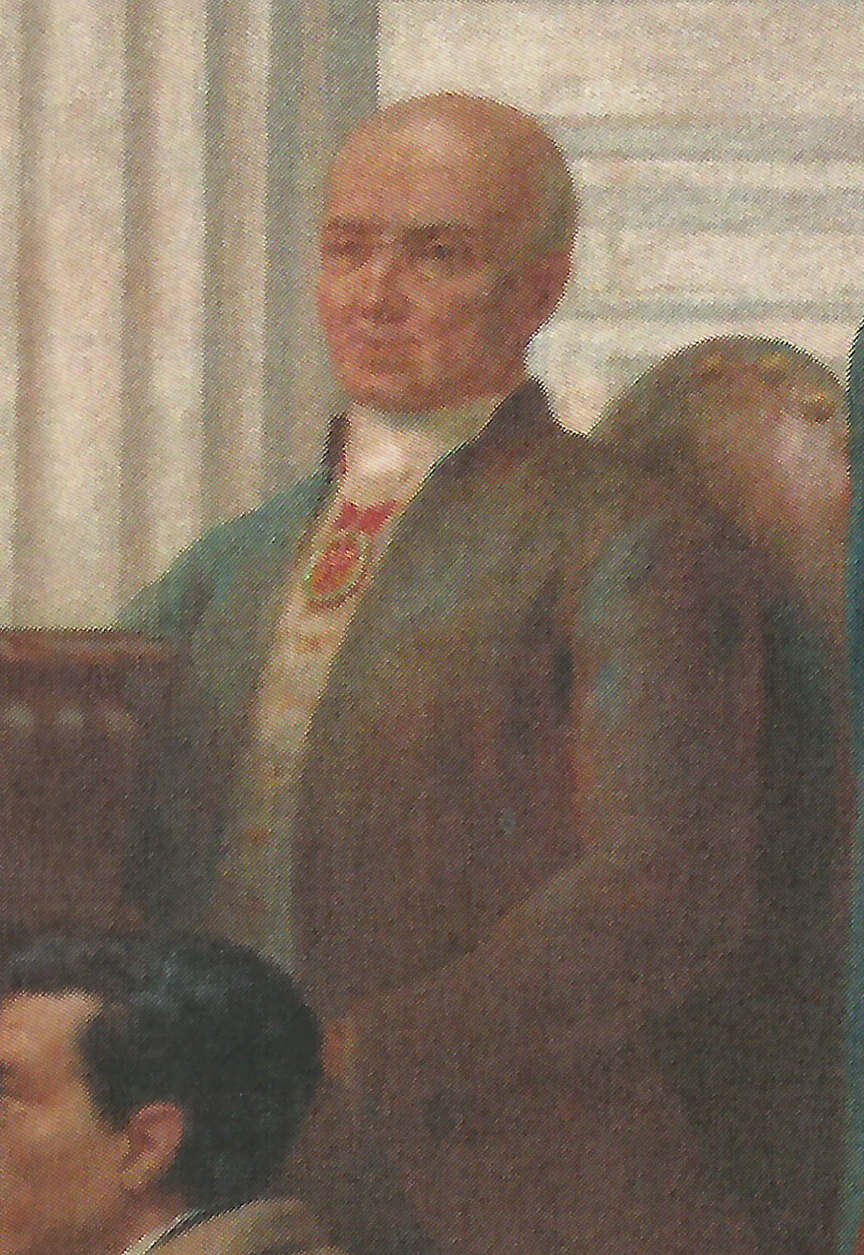
Der portugiesische Arzt Ribeiro Sanches lebte ab 1731 über 15 Jahre in Russland und hatte bedeutenden Einfluss auf die Entwicklung der Medizin dort.

Der russische Zar Peter der Große engagierte auf seinen Europareisen ab 1713 eine Reihe Fachleute, um sein Land zu modernisieren, darunter auch einige Portugiesen. Einer war Anton de Vieira, der erster Polizeidirektor der Hauptstadt Sankt Petersburg wurde. Seine Nachfahren nahmen einige bedeutende zivile und militärische Stellungen in Russland ein. Ein weiterer Portugiese im Dienste des Zaren war der Kaufmann João Christian Semah da Costa Cortiços aus Hamburg. Der aus einer portugiesisch-sephardischen Familie aus dem heutige Marokko stammende, in Russland als Ivan Dakosta bekannte Mann wurde einer der berühmtesten Hofnarren des Zarenreichs und hinterließ eine Sammlung an Witzen und Späßen.
Der bedeutende portugiesische Arzt António Nunes Ribeiro Sanches wirkte ab 1731 in Russland, wo er u. a. Doktor der kaiserlichen Armee, Mitglied der Russischen Akademie der Wissenschaften in St. Petersburg und Leibarzt der Zarin Anna wurde. An dem in Fremdsprachen wenig bewanderten russischen Hof war er zudem ein bedeutender Mittler im wissenschaftlichen Austausch der Akademien der beiden Länder, der zwischen 1735 und 1741 regelmäßig stattfand und bedeutende wissenschaftliche Bücher aus West- und Mitteleuropa nach Russland brachte. 1747 musste Ribeiro Sanches Russland verlassen, nachdem er als Jude denunziert worden war, bis er 1748 schließlich aus der Akademie ausgeschlossen wurde.
1724 richtete die portugiesische Regierung an Zar Peter den Großen den Vorschlag zur Einrichtung diplomatischer Beziehungen. Portugal war an russischem Holz, Hanf und Harz für seinen Flottenbau interessiert. Aufzeichnungen von 1739 belegen tatsächlich portugiesische Einfuhren von Holz, Eisen, Leinen und Wachs aus Russland, das dafür Wein, Früchte, Kork, Olivenöl und Salz aus Portugal bezog. Doch blieb der Handel weit hinter den portugiesischen Erwartungen zurück, und Portugal untermauerte sein Interesse am Ausbau seines Handels mit Russland durch die Ernennung des aus Hamburg stammenden Kaufmanns Joăo António Borcher als ersten russischen Konsul in Lissabon am 2. Oktober 1769. Er blieb jedoch mehr an der Versorgung der russischen Schiffe interessiert, die in Lissabon auf ihrem Weg ins Mittelmeer Halt machten, und der bilaterale Handel blieb überschaubar.
Erst die portugiesische Königin D.Maria I. und die russische Kaiserin Katharina II. vereinbarten danach direkte diplomatische Beziehungen. Die Ankunft des portugiesischen Botschafters Francisco José da Horta Machado in St. Petersburg am 20. Oktober 1779 gilt seither als Beginn der offiziellen portugiesisch-russischen Beziehungen; am 4. Juli 1780 trat der Graf von Nesselrode als erster russischer Botschafter in Lissabon seinen Dienst an.
1782 unterzeichneten Portugal und Russland ein erstes Schifffahrtsabkommen, 1786 folgte ein Handelsabkommen und 1799 schlossen sie in St. Petersburg einen Verteidigungs- und Beistandsvertrag.

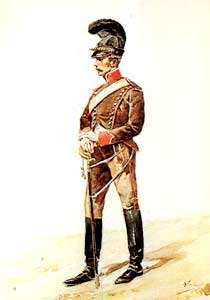
Soldat der Portugiesischen Legion: sie erlitt bei Napoleons Russlandfeldzug 1812 viele Verluste.

Insbesondere in den Bereichen Handel und Militär entwickelte sich danach ein gutes bilaterales Verhältnis. Lissabon wurde der wichtigste Versorgungshafen für russische Schiffe, die mit dem zunehmenden Interesse des Zarenreiches im Mittelmeerraum häufiger wurden. Zudem suchten beide Staaten neue Absatzmärkte für ihre Produkte. José Pedro Celestino Velho etwa, ein Händler aus Porto, versorgte Russland fortan mit Portwein. Zunächst portugiesischer Konsul in Russland, bediente er später den russischen Hof und machte eine steile Karriere, in deren Folge auch seine Nachfahren zu einflussreichen Posten in der russischen Politik kamen. So wurde sein Enkel Ivan Velho Chef der Russischen Post (heute Potschta Rossii) und organisierte die tägliche Postzustellung im ausgedehnten Staatsgebiet.
Mit Napoleons Russlandfeldzug 1812 kamen auch portugiesische Soldaten nach Russland. Die Portugiesische Legion erlitt dabei schwere Verluste in den Schlachten von Wagram, Smolensk, Wizebsk und Borodino.
Nach der Liberalen Revolution in Portugal 1822 und dem folgenden Miguelistenkrieg bis 1834 in Portugal blieben die portugiesisch-russischen diplomatischen Beziehungen zwischen 1828 und 1842 unterbrochen. Waren die politischen Kontakte nun vorübergehend beeinträchtigt, so nahm der geistige Austausch dagegen weiter zu. Die liberalen Ideen auf der Iberischen Halbinsel wurden auch von russischen Intellektuellen beobachtet, darunter Alexander Puschkin. Pavel Pestel, der 1825 die gescheiterte liberale Revolution der Dekabristen in Russland mit anführte, gab in den anschließenden Polizeiverhören auch die Liberale Revolution in Portugal als Motivation an, neben den anderen Vorkommnissen in Neapel und Spanien.
Ein erneutes Handelsabkommen wurde 1851 in Lissabon unterzeichnet, diesmal auf russische Initiative hin. Der Besuch der Portugiesischen Armada im Zarenreich 1885 untermauerte die guten Beziehungen zwischen Russland und Portugal, das zu der Zeit verstärkt die diplomatische Unterstützung Russlands suchte: mit der Hochphase des Imperialismus, insbesondere im Wettlauf um Afrika, sah Portugal sich in seinen Überseebesitzungen durch den alten Verbündeten England, aber auch durch Frankreich und Deutschland zunehmend bedroht. Das Jahr 1895 markierte eine Hochphase der Beziehungen, mit einem neuen Schifffahrts- und Handelsabkommen, dem Besuch des russischen Schlachtschiffs Nikolaus I. in Lissabon, und der öffentlichkeitswirksamen Hilfe der zufällig anwesenden Besatzung der russisch-kaiserlichen Tsarevna bei der Löschung eines Brandes im Parlamentsgebäude in Lissabon im Juli.
Diese vorübergehende Annäherung trugen jedoch keine handfesten Früchte. Anfang des 20. Jahrhunderts waren zwar elf russische Konsulate in Portugal eingerichtet, davon fünf in Kontinentalportugal (Lissabon, Porto, Setúbal, Faro und Portimão) und sechs auf Madeira und den Azoren. Die Honorarkonsule waren jedoch selten Russen. So hatten sie kaum Kontakte in Russland und waren wenig motiviert, die Handelsbeziehungen zu fördern. Lediglich das Generalkonsulat in Lissabon arbeitete daher wirkungsvoll. In der Folge blieben die Beziehungen im Wesentlichen auf den kaum wachsenden Warenaustausch beschränkt, der zu keinem Zeitpunkt mehr als 1,8 % des portugiesischen Außenhandels ausmachte.
Nach Ausbruch des Russisch-Japanischen Kriegs 1904 erklärte Portugal zwar seine Neutralität, musste jedoch dem Druck seines alten Verbündeten Großbritannien nachgeben und seine Häfen für die Kaiserlich Russische Marine de facto sperren.
Mit dem tödlichen Attentat auf Portugals König D.Carlos I. 1908 und der Ausrufung der Ersten Portugiesischen Republik 1910 kühlten die Beziehungen nochmal deutlich ab. Erst am 30. September 1911 erkannte das zaristische Russland die Republik Portugal an.
Die Beziehungen nahmen danach immer weiter ab. 1913 reduzierte Russland die Zahl seiner Konsulate auf zwei Vizekonsulate in Lissabon und Porto.
Im Ersten Weltkrieg waren Portugal und Russland als Teil der Alliierten dann zwar formell verbündet, hatten jedoch kaum wesentliche Berührungspunkte.

### Sowjetunion (20. Jh.)
Nach der russischen Oktoberrevolution von 1917 brachen die diplomatischen Beziehungen zwischen dem nunmehr kommunistischen Russland und der jungen Republik Portugal unter Führung des autoritären Sidónio Pais im Jahr 1918 schließlich ganz ab.
Im Zweiten Weltkrieg blieb das semifaschistische, aber traditionell mit Briten und USA verbündete Portugal neutral. Die Beziehungen zwischen der 1922 gegründeten Sowjetunion in Russland und der seit 1932 regierenden Salazar-Diktatur in Portugal blieben auf Grund der ideologischen Differenzen dabei durchgehend angespannt. So war Portugal maßgeblich beteiligt am Ausschluss der Sowjetunion aus dem Völkerbund 1939, und im finnisch-russischen Winterkrieg 1939/40 stellte sich das Land offen an die Seite Finnlands, wenn auch nicht militärisch.
Auch nach dem Ende des Zweiten Weltkriegs 1945 verbesserten sich die Beziehungen nicht. Portugal war 1949 Mitbegründer der NATO, dem geopolitischen Gegenspieler der UdSSR. Seit 1951 gehörte die Sowjetunion zudem zu den aktivsten Gegnern der portugiesischen Überseepolitik in den Versammlungen der UNO, wo Portugal sich zunehmend isolierte, insbesondere nach dem 1961 ausgebrochenen Portugiesischen Kolonialkrieg. Die sowjetische Unterstützung der Unabhängigkeitsbewegungen in den portugiesischen Kolonien, insbesondere in Angola, aber auch in Mosambik und Guinea-Bissau, sorgten für weitere Spannungen zwischen Portugal und der UdSSR.
Mit der portugiesischen Nelkenrevolution am 25. April 1974 und dem Ende der portugiesischen Diktatur veränderten sich die Beziehungen beider Staaten dann aber grundlegend. Am 9. Juni 1974 nahmen die Republik Portugal und die Sowjetunion diplomatische Beziehungen auf. Die Annäherung beider Länder verlor an Kraft, als sich die bürgerlichen Kräfte in der portugiesischen Revolution durchsetzten und Portugal sich in der Folge wieder stark westlich orientierte. Die Kommunistische Partei Portugals (PCP), die als aktivste Widerstandsgruppe in der überwundenen Diktatur auch danach Popularität und Einfluss genoss, blieb der wichtigste Aktivposten der portugiesisch-sowjetischen Beziehungen. So war der populäre PCP-Vorsitzende Álvaro Cunhal, der während der Diktatur lange Jahre im Exil in Moskau verbrachte und seine Partei danach ideologisch auf Sowjetlinie hielt, in der Öffentlichkeit sehr präsent, und auf dem Festivalgelände der jährlichen Festa do Avante! wurden einer breiten Öffentlichkeit immer auch technische und kulturelle Leistungen der UdSSR und ihrer Verbündeten vorgestellt.

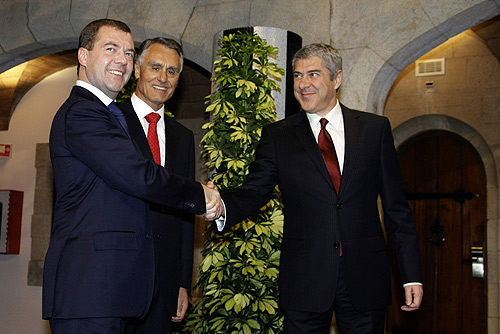
Russlands Präsident Medvedev 2008 in Portugal, mit Portugals Präsident Cavaco Silva und Ministerpräsident José Sócrates

### Russische Föderation (seit 20. Jh.)
Mit dem Ende der Sowjetunion 1991 und der folgenden Öffnung Russlands näherte sich die Politik beider Länder wieder stärker an. Jedoch waren es vor allem wirtschaftliche Aspekte, die beide Länder nun wieder einander näher brachten.
Es setzte erstmals eine nennenswerte Migration aus Russland nach Portugal ein, zudem stieg der bilaterale Handel stark an.
Bedingt durch seine Mitgliedschaft in EU und NATO ging auch Portugal zwar im Zuge der Sanktionen nach der Annexion der Krim durch Russland 2014 auf Distanz, jedoch ohne sich allzu tiefgreifend gegen Russland zu positionieren. In der Folge blieben die portugiesisch-russischen Beziehungen kaum beschädigt und damit weiterhin gut. So kam Portugals konservative Landwirtschaftsministerin Assunção Cristas selbst im politischen Krisenjahr 2014 nach Moskau, zur größten Nahrungsmittelmesse Osteuropas, der Prodexpo, wo portugiesische Aussteller die wachsenden Lebensmittelexporte Portugals nach Russland weiter voran trieben.
Nach dem russischen Überfall auf die Ukraine 2022 jedoch verurteilte auch Portugal den Einmarsch zutiefst, zusammen mit allen EU-Staaten. In seiner Ansprache vor dem portugiesischen Parlament am 5. März 2022 verurteilte Außenminister Augusto Santos Silva den russischen Angriff und unterstrich die vollkommene portugiesische Übereinstimmung mit der Reaktion der EU. Zu der europäischen Herausforderung, die Abhängigkeit von russischen Energieträgern zu reduzieren, hob er dabei hervor, dass eine Wiederholung der Fehler Europas aus 2010 und 2014, die zu einer größeren europäischen Abhängigkeit von russischer Energie geführt hatten, unbedingt zu vermeiden seien. Portugal sei dabei eine Ausnahme gewesen, in dem es seither den richtigen Weg eingeschlagen und die Nutzung Erneuerbarer Energien stark forciert habe, was Portugal zu dem Land in Europa mache, das den gesteckten europäischen Zielen und damit der Nicht-Abhängigkeit von russischen Energieimporten am nächsten gekommen sei.
Mit Dekret vom 9. März 2022 setzte der russische Präsident Putin mit allen 27 EU-Staaten auch Portugal auf die russische Liste unfreundlicher Staaten, als Reaktion auf die Sanktionen der EU-Staaten gegen Russland.

## Diplomatie

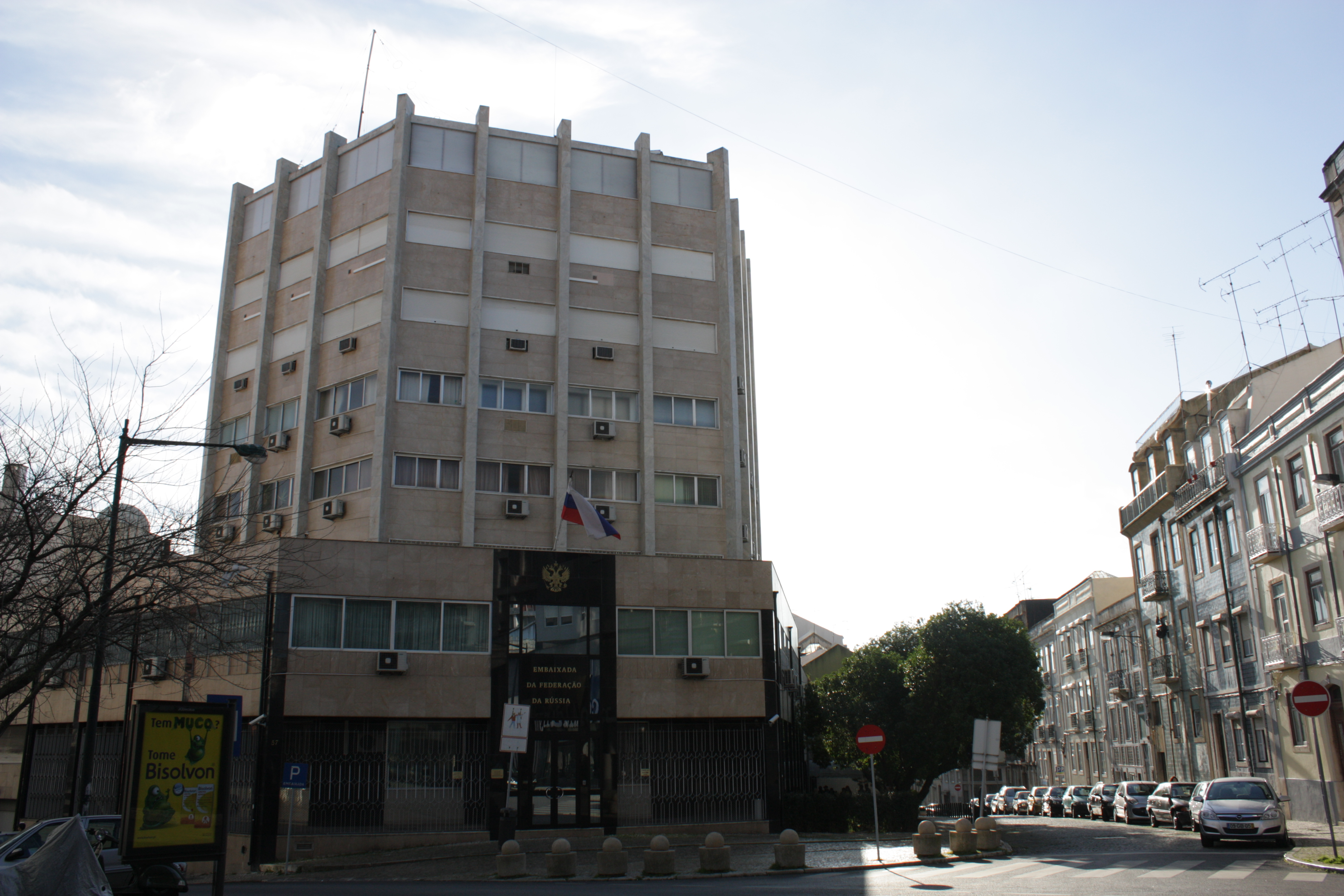
Die russische Botschaft in Lissabon

Portugal unterhält eine Botschaft in der Moskauer Botanitchesky Per. Nr. 1, nahe dem Botanischen Garten von Moskau. Portugiesische Konsulate darüber hinaus bestehen in Russland nicht.
Die russische Vertretung in Portugal residiert in der Rua Visconde de Santarém Nummer 59 in der Lissabonner Stadtgemeinde São Jorge de Arroios nahe dem Instituto Superior Técnico. Russische Honorarkonsulate sind im nordportugiesischen Porto und in Faro an der Algarve eingerichtet.

## Städtepartnerschaften
Mindestens fünf Orte beider Länder sind bisher durch Städtepartnerschaften und Kooperationsabkommen verbunden (Stand 2013). Die erste Städtefreundschaft gingen 1984 Coimbra und Jaroslawl ein.

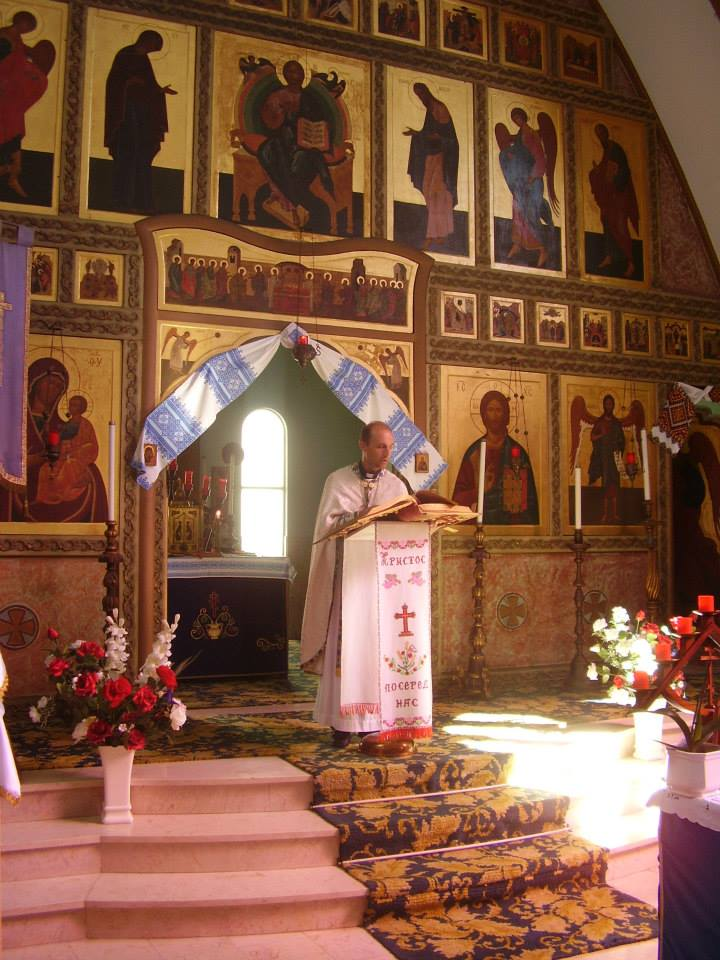
Russisch-orthodoxe Kirche im portugiesischen Wallfahrtsort Fátima

## Migration und Golden Visa
Nach dem Ende der Sowjetunion und dem folgenden marktwirtschaftlichen Umbau der russischen Wirtschaft stieg die Arbeitslosigkeit und die Armut in Russland. Gleichzeitig erlebte Portugal einen wirtschaftlichen Boom und wurde erstmals Zielland für Einwanderer aus Europa. So kamen neben anderen Osteuropäern auch russische Bürger nach Portugal. Im Dokumentarfilm „Die Neuen in Lissabon“ des portugiesischen Regisseurs Sérgio Tréfaut von 2004 werden auch russische Einwanderer porträtiert, die sich bei allen Unterschieden zufrieden mit der in Portugal gewonnenen Lebensqualität zeigen.
Parallel ließen sich eine Reihe der neuen russischen Reichen in Lissabon und an der Algarveküste nieder oder investierten hier. Einige nutzten dabei die portugiesische Golden Visa-Regelung, die gegen größere Investitionen eine Aufenthaltsberechtigung für Nicht-EU-Bürger ermöglicht. Einige Oligarchen erreichten auf diesem Weg auch die portugiesische Staatsangehörigkeit, etwa Roman Abramowitsch.
Im Jahr 2016 waren in Portugal 4.283 Bürger Russlands gemeldet, die meisten in Lissabon und an der Algarve. Zu Beginn der tiefen Wirtschaftskrise in Portugal 2008 waren es noch 6.194. Ihre Rücküberweisungen betrugen 4,76 Mio. Euro.
Im Gegenzug waren im Jahr 2014 in Russland 390 portugiesische Staatsbürger konsularisch registriert, die 0,31 Mio. Euro rücküberwiesen.

## Wirtschaft

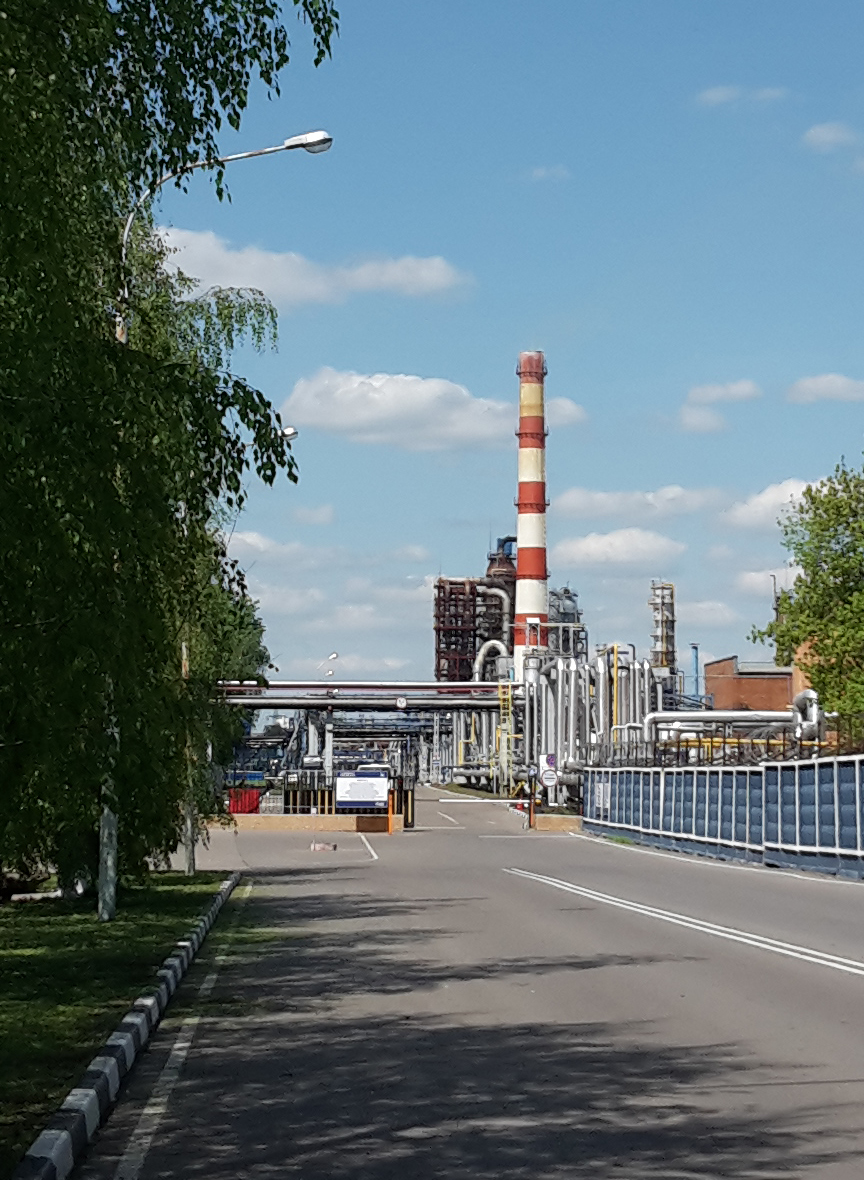
Gazprom-Neft-Raffinerie in Moskau: Treibstoffe bestimmen die Ausfuhren Russlands nach Portugal, während Kork das wichtigste portugiesische Exportgut nach Russland ist

### Vor 2022
Seit den 1990er Jahren bezog Portugal einen bedeutenden Teil seines Treibstoffs aus Russland, das im Gegenzug vor allem Kork, Schuhe und Lebensmittel aus Portugal importierte. Der portugiesische Fleischwarenhersteller Primor beispielsweise erwirtschaftete ein Zehntel seines Umsatzes dort, und die wachsenden Exporte an Konserven oder auch der Rocha-Obstbirne gingen zu einem Teil auch nach Russland. Die seit den 1990er Jahren sich entwickelnden, wechselhaft gestiegenen Handelsbeziehungen zeigten sich auch im Handelsvolumen, das nach einem kurzen Rückgang 2008 als Folge der Finanzkrise ab 2007, bereits 2010 wieder auf 547 Mio. Euro gestiegen war. Im Jahr 2016 erreichte der portugiesisch-russische Handel ein Volumen von 1,423 Mrd. Euro.
Die portugiesische Außenhandelskammer AICEP unterhält eine Niederlassung in Moskau.
Im Jahr 2016 exportierte Portugal Waren und Dienstleistungen im Wert von 250,4 Mio. Euro nach Russland (2015: 298,6 Mio.; 2014: 381,3 Mio.; 2013: 440,0 Mio.; 2012: 349,3 Mio.). Bei den Waren waren davon 21 % Kork, 13,6 % Schuhe, 12,4 % landwirtschaftliche Erzeugnisse, 12,3 % Maschinen und Geräte, 11,1 % Lebensmittel und 5,5 % chemisch-pharmazeutische Produkte.
Im gleichen Zeitraum lieferte Russland Güter und Dienstleistungen im Wert von 1.172,7 Mio. Euro an Portugal (2015: 637,1 Mio.; 2014: 710,8 Mio.; 2013: 988,2 Mio.; 2012: 482,8 Mio.), davon 89,5 % Treibstoffe, 3,2 % landwirtschaftliche Erzeugnisse, 2,4 % chemisch-pharmazeutische Produkte, 2,0 % Metallwaren und 0,9 % Holz.
Damit stand Russland im portugiesischen Waren-Außenhandel an 34. Stelle unter den Abnehmern und an 9. Stelle unter den Lieferanten, während Portugal im Jahr 2015 im Außenhandel Russlands mit Waren an 59. Stelle unter den Abnehmern und an 54. Stelle unter den Lieferanten stand.
Mit Übernachtungsausgaben von 65,0 Mio. Euro im Jahr 2016 (2015: 63,9 Mio.; 2014: 95,2 Mio.; 2013: 79,8 Mio.; 2012: 63,9 Mio.) standen russische Touristen für 0,51 % des portugiesischen Fremdenverkehrs mit ausländischen Gästen.

### Nach 2022
Nach dem russischen Einmarsch in die Ukraine am 24. Februar 2022 und den folgenden Sanktionen der EU gegen Russland brachen auch die portugiesisch-russischen Wirtschaftsbeziehungen vorerst weitgehend ab.
Nachdem in der portugiesischen Öffentlichkeit mit dem Einmarsch auch Sorgen über drohende Engpässe durch wegfallende Energieimporte aus Russland laut wurden, veröffentlichte die portugiesische Regierung noch am 24. Februar 2022 eine Erklärung dazu. Sie erläuterte dabei, dass inzwischen nur noch 10 % der portugiesischen Gasimporte aus Russland stammten und man diese durch die breit gefächerte Lieferantenstruktur problemlos kompensieren könne. Zudem verfüge Portugal über eine der größten Gasspeicherkapazitäten in Europa (in Prozent des Landesbedarfs), und der zentrale Hafen in Sines registriere außerdem keinerlei Anzeichen für ausbleibende Gas-Anlieferungen. Beim Rohöl habe Portugal seine Importe aus Russland 2020 auslaufen lassen und seine Importe von Öl-Produkten diversifiziert, so dass das Land seinen Bedarf nun auch über seine übrigen Lieferanten decken könne. Zudem reichten die Kraftstoff- und Ölspeicher Portugals für den landesweiten Normalverbrauch von mindestens 90 Tagen, während die staatlichen und alle anderen zuständigen Akteure die aktuelle Situation mit hoher Aufmerksamkeit begleiteten. Wegfallende russische Energieimporte stellten also keine Bedrohung für Portugal dar.

## Kultur

### Allgemein
Das portugiesische Kulturinstitut Instituto Camões ist u. a. mit einem Sprach- und Kulturzentrum in Moskau und Lektoraten an mehreren Universitäten in Moskau, St. Petersburg und Pjatigorsk vertreten.
In Portugal erscheinen auch russisch-portugiesische Medien, etwa die Zeitschrift Diálogo: Portugal-Rússia. Die russische Zeitung Prawda unterhält eine portugiesische Online-Ausgabe.
Volkstanzgruppen aus Russland sind häufig bei den verbreiteten internationalen Folklore-Veranstaltungen in Portugal vertreten.

### Musik

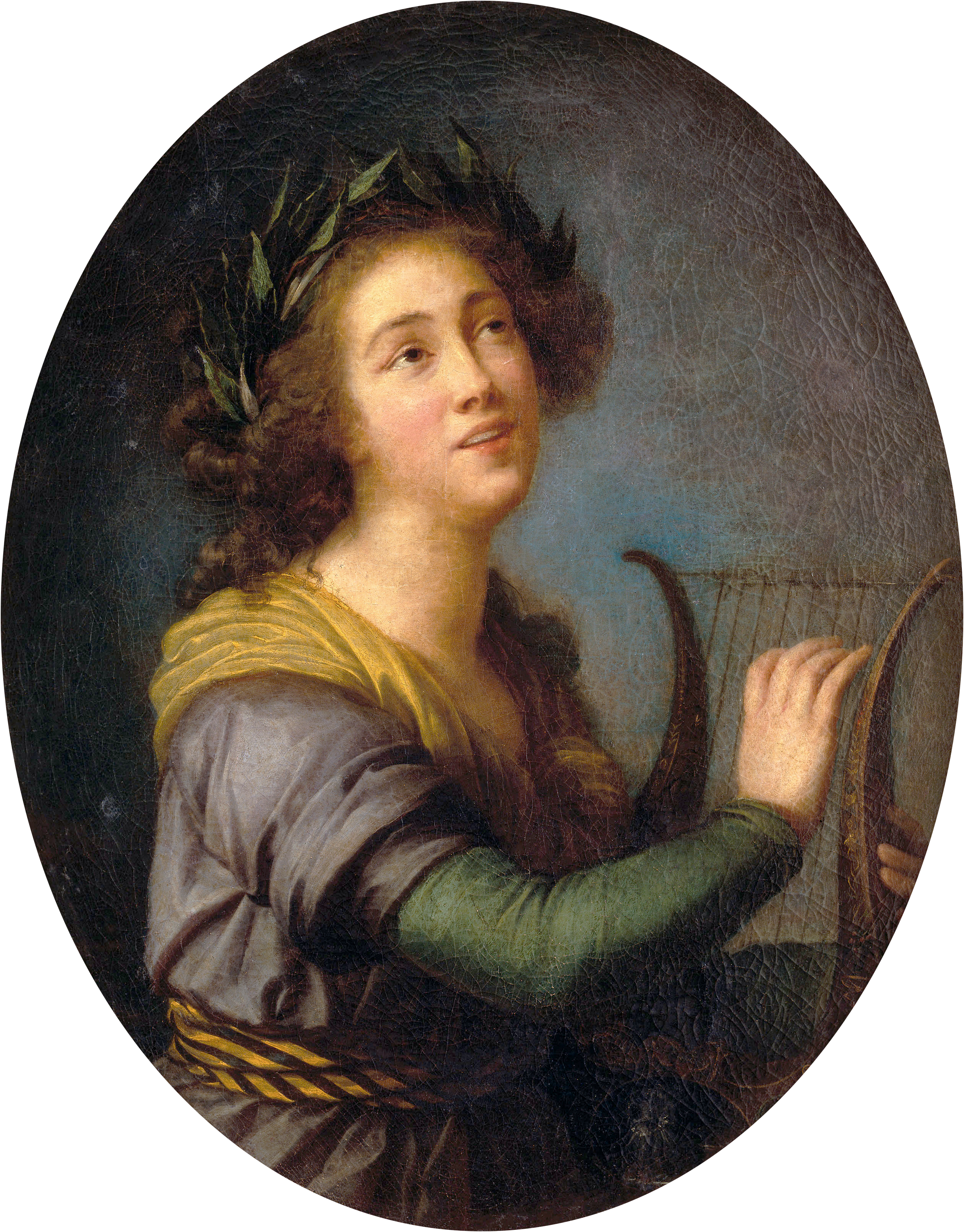
Die portugiesische Opernsängerin Luísa Todi sang von 1784 bis 1787 am russischen Zarenhof.

Die portugiesische Opernsängerin Luísa Todi galt in der zweiten Hälfte des 18. Jahrhunderts als bekannteste Sängerin des Kontinents. Erstmals trat sie am 30. Mai 1784 in Russland auf. Zarin Katharina die Große schenkte ihr mit Brillanten besetzte Armreifen als Zeichen ihrer Begeisterung und engagierte sie. Drei Jahre später endete ihr Engagement am Zarenhof, als die stetig steigenden Honorarforderungen der Zarin zu hoch wurden. Dazu wurde eine Anekdote bekannt: nachdem La Todi 1787 erneut eine enorm erhöhte Entlohnung forderte, soll die Zarin ausgerufen haben, sie bezahle nicht einmal ihren Marschällen so viel, woraufhin die Sängerin geantwortet haben soll, dann sollten eben die Marschälle zukünftig für sie singen.
Der russische Musikkritiker Platon Vaxel (1814–1919) steuerte zwei Kapitel zum zweibändigen Standardwerk Os Músicos Portugueses bei, 1870 von J.A. da Fonseca Vasconcellos veröffentlicht.
In den 1960er und 1970er Jahren rangen kulturinteressierte Kreise in Portugal dem stark antikommunistisch ausgerichteten Estado Novo-Regime im Kulturbereich einige Zugeständnisse ab. So traten sowjetische Musiker wie David Oistrakh, Oleg Kogan oder Vladimir Krainev in Portugal auf, und portugiesische Fado-Sänger gaben Gastspiele in der UdSSR, etwa Carlos do Carmo oder auch Amália Rodrigues, die 1969 eine ausgedehnte Tournee durch die Sowjetunion führte, wo sie begeistert aufgenommen wurde und danach auch Tonträger dort veröffentlichte.

### Film
Im Dezember 2017 fand die dritte Auflage des St. Petersburger Filmfestivals des portugiesischen Films im dortigen Velikan-Kino statt.
Russische Filme sind regelmäßig auf portugiesischen Filmfestivals zu sehen, etwa beim wichtigsten internationalen Kurzfilmfestival Portugals, den Curtas Vila do Conde. Dort wurden bereits mehrmals russische Filmschaffende ausgezeichnet, erstmals Alexander Petrow in der ersten Ausgabe der Curtas 1993.
Eine der ersten internationalen Dokumentationen über die portugiesische Nelkenrevolution war die sowjetische Produktion First days of freedom (UdSSR 1974, Studija Dokumentalnykh).
Der Dokumentarfilm „Os Filhos de Ivanovo“ des portugiesischen Regisseurs Ivan Dias aus dem Jahr 2003 porträtiert eine besondere Episode portugiesisch-sowjetischer Freundschaft. In den 1960er bis 1970er Jahren lebten portugiesische Kinder im internationalen Schulheim von Iwanowo, dem Interdom, ein Heim der Internationalen Roten Hilfe für Kinder aus Kriegs- und Bürgerkriegsgebieten. Die Kinder waren von ihren Eltern dorthin geschickt worden, meist inhaftierte oder überwachte kommunistische Oppositionelle des Regimes in Portugal. Die portugiesischen Kinder lernten und lebten dort mit Kindern aus vielen Teilen der Welt. Im Film schildern sie ihre Kindheit im Interdom als unbeschwert und berichten von einer bis heute empfundenen Verbundenheit unter Interdom-Schülern.
Der Dokumentarfilm „Die Neuen in Lissabon“ des portugiesischen Regisseurs Sérgio Tréfaut erschien 2004 und zeigt das für Portugal ungewohnte Phänomen, ein Einwanderungsland zu sein. Dabei wurden auch aus Russland zugereiste Menschen porträtiert.

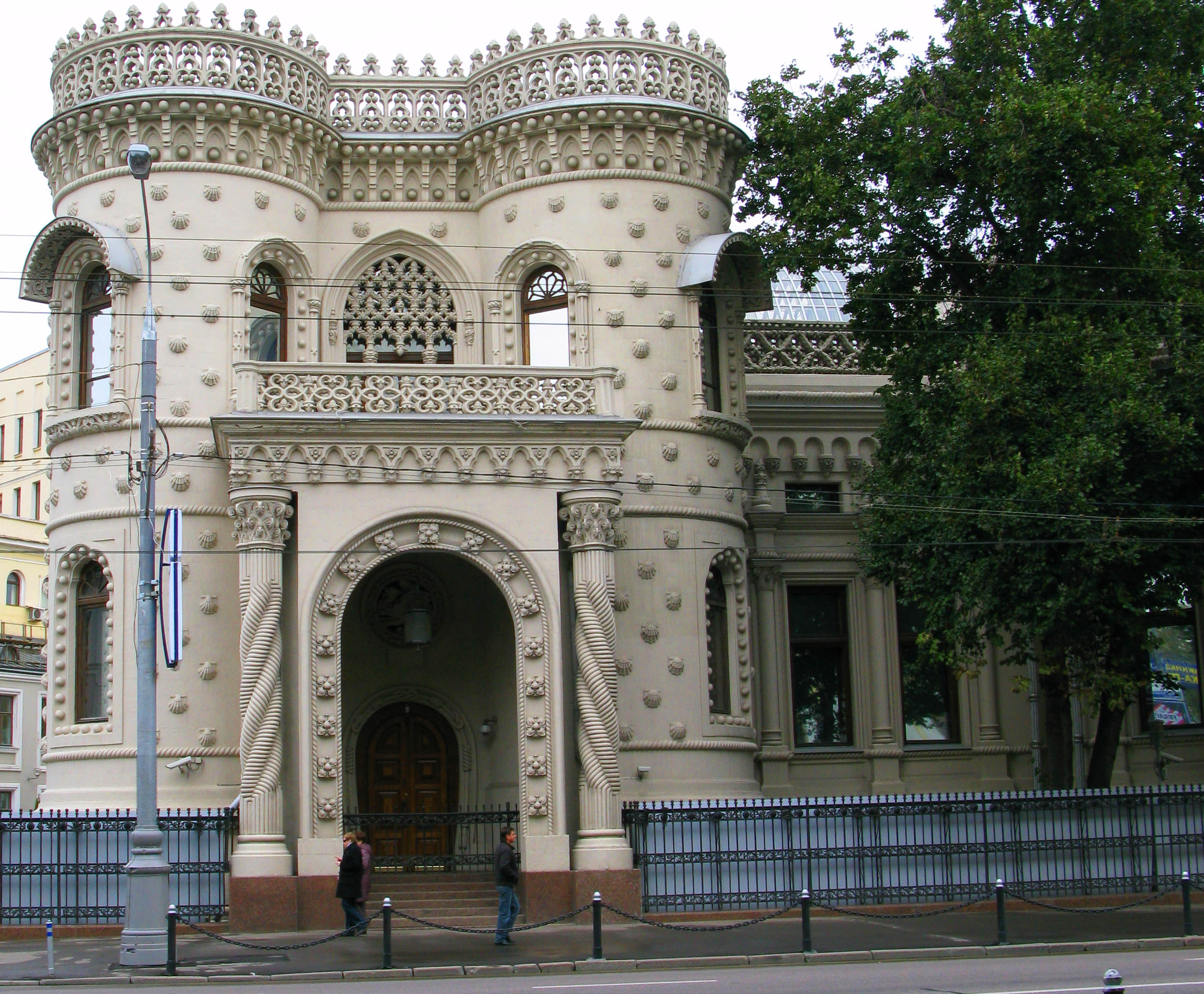
Neomanuelinische Stadtvilla Arseny Morozovs in Moskau

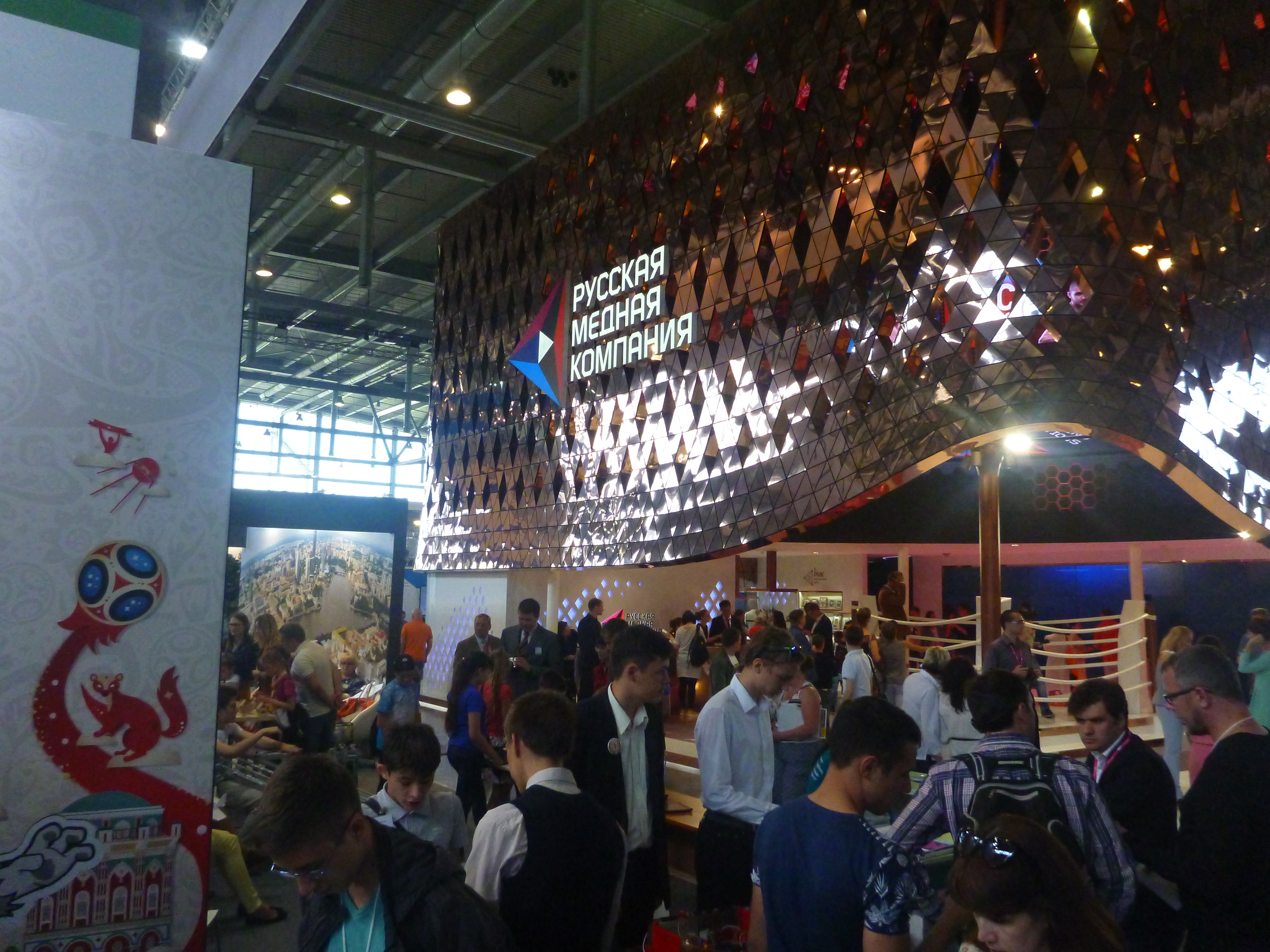
Stand der Russian Copper Company, Innoprom 2017

Gelegentlich kommt es auch zu Kooperationen zwischen portugiesischen und russischen Filmschaffenden, etwa die Hauptrolle Chulpan Khamatovas im portugiesischen Film América (2010) oder die Rollen Dimitry Bogomolovs in verschiedenen portugiesischen Filmen. Zusammen mit der russischen Schauspielerin und Musikerin Natalya Simakova stand er dabei 2004 in João Canijos prämierten Film Noite Escura vor der Kamera.
2016 entstand die portugiesisch-russische Fernsehserie Mata Hari.
Auch Teresa Villaverdes Film Transe von 2006 war eine Ko-Produktion von portugiesischen und russischen Produktionsfirmen (u. a.). Hauptdarstellerin Ana Moreira lernte Russisch für den Film, der zum Teil auch in Russland und mit einigen russischen Schauspielern gedreht wurde. In Villaverdes 1994 erschienenen Film Geschwister (Três Irmãos) spielte bereits Evgeniy Sidikhin mit.

### Architektur und Design
In der Wosdwischenka-Straße nahe dem Moskauer Kreml steht das vermutliche einzige Gebäude in Russland, das eindeutige Bezüge zu Portugal aufweist. 1899 ließ der russische Unternehmer Arseni Morozow die Stadtvilla nach Plänen Viktor Masyrins errichten. Nach einem Besuch in Lissabon und Sintra war Morozow vom manuelinischen Baustil inspiriert und ließ den Palast im neumanuelinischen Stil erbauen. Er stach unter den überwiegend französisch inspirierten Stadtpalais Moskaus deutlich heraus und stieß auf wenig Begeisterung. In Leo Tolstois Roman „Auferstehung“ bezeichnet der Gardeleutnant Nechljudow das Bauwerk als „unnützen und dummen Palast eines unnützen und dummen Mannes“.
In der Sowjetunion diente das Gebäude als Haus der Völkerfreundschaft. Heute gilt die Villa als architektonische Besonderheit und steht unter Denkmalschutz.
Das portugiesische Architektur- und Designbüro Designmark Group aus Serpa schuf 2017 den technologisch anspruchsvollsten Ausstellungsstand der Welt: der 850 Quadratmeter große, dreistöckige Stand vertrat die Russian Copper Company auf der Innoprom, einer internationalen Messe für Industrieinnovationen in Jekaterinburg.

## Sport

### Fußball
Männer

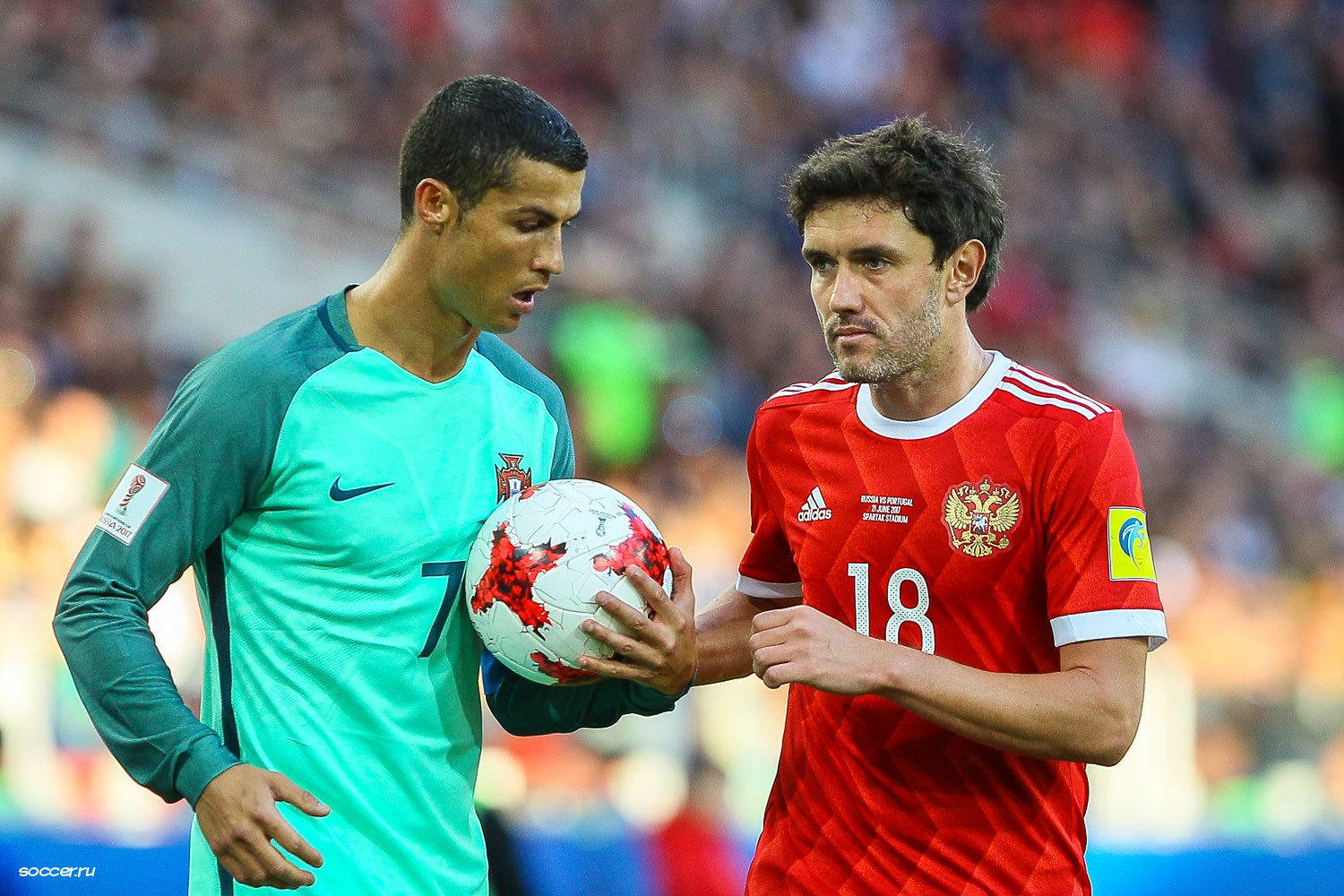
Cristiano Ronaldo und Juri Schirkow beim Confed-Cup 2017 am 21. Juni 2017 in Moskau

Die portugiesische Nationalelf und die russische Fußballnationalmannschaft trafen bisher siebenmal aufeinander, erstmals am 16. Juni 2004 im Lissabonner Estádio da Luz. Das Vorrunden-Spiel in der Gruppe A der Fußball-Europameisterschaft 2004 in Portugal gewann der Gastgeber mit 2:0. Insgesamt gewannen die Portugiesen vier Spiele, zweimal blieben die Russen siegreich, und einmal trennte man sich unentschieden (Stand November 2017). Davor spielte die portugiesische Auswahl dreimal gegen die Nationalmannschaft der UdSSR, mit zwei sowjetischen und einem portugiesischen Sieg. Erstmals trafen sie im Spiel um Platz 3 bei der WM 1966 in England aufeinander. Das portugiesische Team um Weltfußballer Eusébio siegte mit 2:1 und errang damit Portugals bis heute beste Platzierung bei einer WM (Stand 2017).
Für die Fußball-Weltmeisterschaft 2018 in Russland ist Portugal qualifiziert und dort in die Vorrunden-Gruppe E gelost, während Gastgeber Russland in der Gruppe A antritt.
Bei der Fußball-Europameisterschaft 2004 in Portugal war Russland mit Gastgeber Portugal in die Vorrunden-Gruppe A gelost und schied dort nach der Vorrunde aus.
Immer wieder spielen russische Spieler auch für portugiesische Klubs, beispielsweise Wassili Sergejewitsch Kulkow, der in den 1990er Jahren sowohl mit Benfica Lissabon als auch mit dem FC Porto Portugiesischer Fußballmeister wurde, aber auch Jungnationalspieler wie Witali Alexandrowitsch Lyszow, Andrei Wladimirowitsch Panjukow oder Maxim Wjatscheslawowitsch Martussewitsch, die bereits für mehrere portugiesische Klubs aufliefen.
Gelegentlich werden Portugiesen auch bei russischen Vereinen tätig, darunter Artur Jorge, der ab 2004 Trainer bei ZSKA Moskau war, und Rui Vitória, der 2021 Cheftrainer bei Spartak Moskau wurde.
Frauen
Die russische und die portugiesische Nationalmannschaft der Frauen trafen bislang achtmal zusammen, erstmals am 11. März 1996 beim Algarve-Cup 1996. In Silves besiegten die Gäste aus Russland dabei die Gastgeberinnen mit 2:1. Insgesamt gewannen die Russinnen sieben Begegnungen, einmal trennte man sich unentschieden (Stand November 2017).
Die portugiesische Nationalspielerin Carolina Mendes spielte 2014–2015 für den russischen Klub FK Rossijanka.

### Tennis

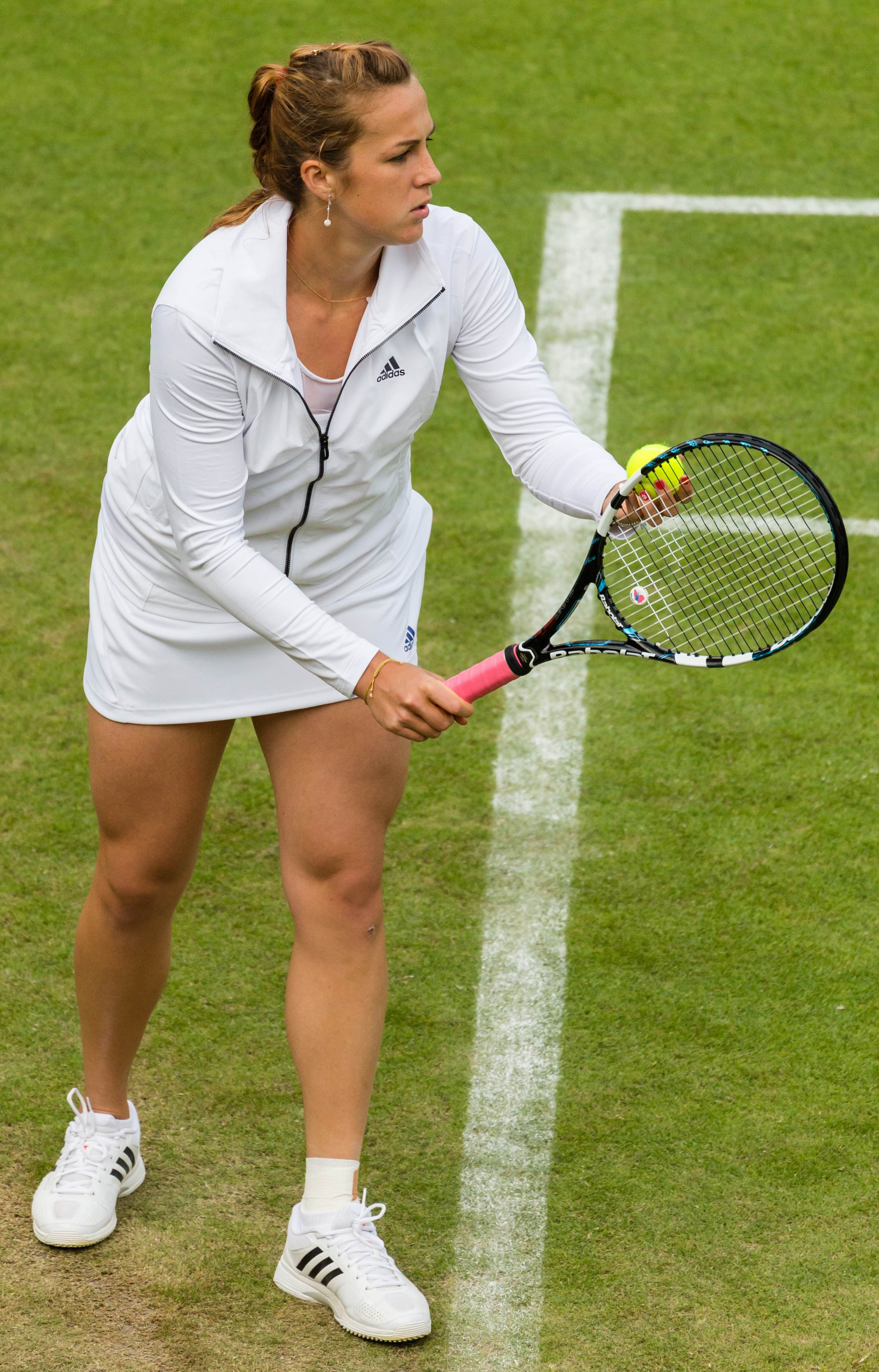
A. Pawljutschenkowa in Wimbledon 2013, im Jahr ihres Sieges beim WTA Oeiras.

Das bedeutendste portugiesische Tennisturnier für Männer, das ATP Estoril, konnte 2003 der Russe Nikolai Dawydenko gewinnen. Im Doppel gewann Andrei Olchowski dort mehrmals, darunter 2002 mit Karsten Braasch aus Deutschland.
Beim wichtigsten portugiesischen Tennisturnier für Frauen, dem WTA Oeiras, gewann 2013 die Russin Anastassija Pawljutschenkowa, nachdem bereits mehrere russische Spielerinnen dort Zweite wurden. Im Doppel haben dort mehrmals Russinen gewonnen, zuletzt Anastassija Rodionowa 2007 und Marija Kirilenko 2008.
Beim ATP St. Petersburg kam der Portugiese João Sousa 2015 ins Finale, wo er schließlich unterlag.
Dagegen kam bisher weder beim ATP Moskau noch beim WTA Moskau jemand aus Portugal ins Finale (Stand 2017).

### Radsport

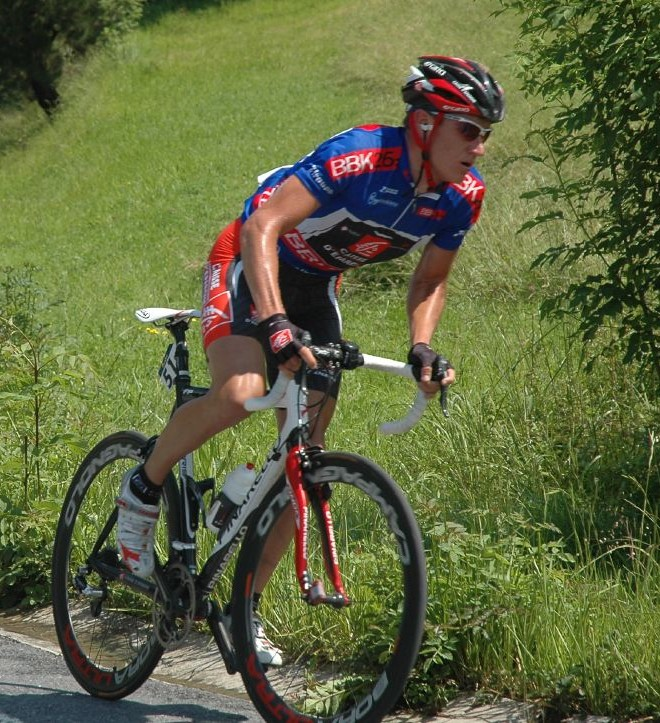
Vladimir Efimkin 2007; er war 2005 der erste Russe, der die Portugal-Rundfahrt gewann

Das wichtigste portugiesische Radrennen, die Portugal-Rundfahrt, konnte 2005 Wladimir Jefimkin als bisher einziger Russe gewinnen (Stand 2017).
Die UCI-Straßen-Weltmeisterschaften 2001 in Lissabon schloss Russland mit einer Silbermedaille als 11. ab, während Gastgeber Portugal leer ausging. In Russland fanden bisher noch keine Straßen-Weltmeisterschaften statt (Stand 2017).

### Leichtathletik
Den Lissabon-Marathon konnten bereits mehrere russische Frauen und Männer gewinnen, zuletzt Oleg Marussin 2012.
Bei den Leichtathletik-Hallenweltmeisterschaften 2001 in Lissabon errang Russland den zweiten Platz mit 15 Medaillen, davon vier goldene. Gastgeber Portugal landete mit zwei Medaillen auf dem zehnten Platz. Bei den Hallenweltmeisterschaften 2006 in Moskau schloss Russland wieder als Zweiter ab, mit 18 Medaillen, während Portugal mit einer Silbermedaille 16. wurde.

### Andere
Russland schloss die Kanurennsport-Europameisterschaften 2013 in Montemor-o-Velho mit acht Medaillen als Erster ab, Gastgeber Portugal kam mit zwei Silbermedaillen auf den 12. Platz.
Nach dem Zusammenbruch der Sowjetunion wechselten mehrere russische Handballspieler nach Portugal, darunter Wladimir Bolotski, der später auch für die portugiesische Männer-Handballnationalmannschaft auflief, und Konstantin Dolgow. Beide erreichten mit dem Académico Basket Clube das Finale in der EHF Champions League 1993/94. Unabhängig voneinander gewannen sie mit dem Team aus Braga die Andebol 1.
Bei der Handball-Europameisterschaft der Männer 1994 in Portugal gewann die russische Männer-Handballnationalmannschaft die Silbermedaille. Bei der Handball-Weltmeisterschaft der Männer 2003 in Portugal wurde Russland Fünfter.